# Juan Pablo Gianini
Juan Pablo Gianini (Salto, 23 ottobre 1978) è un pilota motociclistico argentino ritiratosi dall'attività agonistica.

## Carriera
Dopo aver iniziato a competere nelle minimoto nel 1992, ha partecipato ai campionati argentini di velocità su pista, fino ad acquisire una certa notorietà nazionale, tanto da ricevere una wild card per la partecipazione all'edizione 1998 del Gran Premio motociclistico d'Argentina, nella classe 500 con una Honda NSR 500 V2 del team Shell Advance Racing. Dopo essersi qualificato al 24º posto è giunto 21º e ultimo in gara.
Dopo l'attività nel campo del motociclismo, dal 2000 ha iniziato a dedicarsi alle corse sulle quattro ruote con vetture turismo.

## Risultati nel motomondiale
| 1998 | Classe | Moto  |  |  |  |  |  |  |  |  |  |  |  |  |  |    |  | Punti | Pos. |
| ---- | ------ | ----- |  |  |  |  |  |  |  |  |  |  |  |  |  | -- |  | ----- | ---- |
| 1998 | 500    | Honda |  |  |  |  |  |  |  |  |  |  |  |  |  | 21 |  | 0     |      |

| Legenda | 1º posto        | 2º posto            | 3º posto            | A punti      | Senza punti        | Grassetto – Pole position Corsivo – Giro più veloce |
| Legenda | Gara non valida | Non qual./Non part. | Ritirato/Non class. | Squalificato | '-' Dato non disp. | Grassetto – Pole position Corsivo – Giro più veloce |